# باتريك (لاعب كرة قدم)
باتريك (بالبرتغالية: Patric Cabral Lalau‏) هو لاعب كرة قدم برازيلي في مركز ظهير ‏، ولد في 25 مارس 1989 في كريسيوما في البرازيل. شارك مع منتخب البرازيل تحت 20 سنة لكرة القدم. أما مع النوادي، فقد لعب مع أتلتيكو مينيرو وسبورت ريسيفي ونادي أفاي لكرة القدم ونادي بنفيكا ونادي بونتي بريتا ونادي ساو كايتانو ونادي كروزيرو ونادي كريسيوما ونادي كوريتيبا ونادي ناوتيكو.

## وصلات خارجية
- باتريك (لاعب كرة قدم) على موقع قاعدة بيانات كرة القدم.إي يو (الإنجليزية)
- باتريك (لاعب كرة قدم) على موقع Soccerway.com (الإنجليزية)
- باتريك (لاعب كرة قدم) على موقع عالم كرة القدم.نت (الإنجليزية)
- باتريك (لاعب كرة قدم) على موقع AS.com (الإسبانية)